# ルパン三世 くたばれ!ノストラダムス
『ルパン三世 くたばれ!ノストラダムス』（ルパンさんせい くたばれ!ノストラダムス）は、1995年に公開された日本のアニメ映画。モンキー・パンチ原作のアニメ『ルパン三世』の劇場映画第4作である。アメリカの巨大財閥が高層ビルの最上階に隠した“ノストラダムスの予言書”をめぐり、ルパン三世一味と新興宗教集団との争奪戦を描く。総監督は伊藤俊也。ルパン三世役が、製作中に死去した山田康雄から栗田貫一へ交代した作品としても知られる。
キャッチコピーは「今世紀最大の犯行予告」。

## 概要
完全な劇場用新作として、『ルパン三世 バビロンの黄金伝説』以来10年ぶりに製作された作品。一部の劇場で先行公開されたOVA『ルパン三世 風魔一族の陰謀』からは8年ぶりの新作となる。
年代設定は公開時より4年後の1999年とされ、冒頭で表記されているほか、劇中では公開時開催前であった「アトランタオリンピック開催後…」という台詞も登場する。予告編でもルパンのナレーションで「世紀末に、何かが起こる」とある。
内容は、湾岸戦争後のアメリカ合衆国の覇権を意識したものであるが、カルト教団が予言に従って自作自演のテロを行うというストーリーが、結果的にオウム真理教事件と同時進行する形となり、一部で話題になった。監督の伊藤俊也は本作の仕上げのため録音スタジオに向かう際に地下鉄サリン事件発生直後の霞ヶ関駅を地下鉄で通過し、事件前日に死去した主演予定の山田康雄の訃報を伝えるワイドショーは事件の速報に切り替えられた。本作はそうした空気の中で制作と公開が行われ、後年発売されたビデオグラム『ルパン三世 Master File』では、この状況について「阪神・淡路大震災や地下鉄サリン事件といった、現実の出来事と奇妙なシンクロを見せる結果になった」と評している。

## あらすじ
1999年第1の月、地中海で原子力潜水艦が爆発事故を起こす。その事故こそ、有名な予言者であるミッシェル・ド・ノストラダムスの残した預言書の第2章第3節にある「海を照らす太陽に似た灼熱のせいで、ネグロポントの魚が灰焼きにされよう」という予言が的中した証拠である、と新興集団であるノストラダムス教団の指導者・ライズリーは観衆に説く。さらにライズリーは、「世界の滅亡は近く、その大災難から逃れるにはこの手にある『失われた予言書』に従うしかない」と説く。
一方、ブラジルのリオデジャネイロではサンバカーニバルが開催されていた。そのどさくさに紛れて150万$のダイヤを手に入れたルパン三世は、銭形警部との鬼ごっこから逃れたアトランタ行きの旅客機の中で、ダイヤを隠した人形を生意気な少女ジュリアに奪われてしまう。さらにジュリアの教育係として同乗していた峰不二子にも返り討ちにされる始末。
しかし、この機にもノストラダムスの予言は降りかかる。その予言とは、予言書の第7章62節にある「11人の勇者の乗った大鷲が姿を消す」というもの。その旅客機にはサッカーブラジル代表チームが同乗しており、機はハイジャックされてしまう。一路、旅客機はハイジャックグループの指示でモロッコへと向かう。
身代金の要求を待つ間、ひとまず女性と子ども、サッカーチームが解放される。しかしその数分後、ハイジャックグループの所持していた時限爆弾が突如として作動。ルパンと次元、男性客らはこの混乱に乗じて犯人を取り押さえ、脱出することに成功。直後に旅客機は大爆発を起こした。ルパンと次元はハイジャックグループの動揺ぶりから、ハイジャックが狙いではなく、何か裏があると睨む。それとともに旅客機のそばから見守る不二子とジュリア。すると突然、後方からヘリコプターが現れ、2人の元へ飛来する。不二子が抵抗を試みたが、ジュリアはヘリコプターに乗せられ連れ去られてしまう。
不二子の話によると、ジュリアはアトランタに本部を設ける巨大財閥・ダグラス財団の一人娘で、父親であるダグラスは次期大統領候補に出馬するほどの大物。そのダグラス財団が所有する高さ1,000 mの世界最大のビル「アースビル」の最上階に秘蔵されている「失われた予言書」を、5,000万$の報酬で欲しがっている富豪がいるという。そのためにはどうしてもジュリアが必要になるのだ。不二子のIDでアースビルの下見に訪れたルパンであったが、技術の粋を集めた警戒システムは他のビルには類を見ないほどの厳重さであった。失敗し、ひとまず退散するルパンと次元は予言書を探して旅をする石川五ェ門と合流し、ノストラダムス教団が持つ予言書が偽物であることを知る。
そこでルパンは、過去このアースビルへ唯一潜入に成功した老泥棒フィリップからネタを頂戴しようと、あえて重犯罪者収容施設、通称「処刑島」へ潜り込む。フィリップに出会ったルパンであったが、同じく秘密を狙うノストラダムス教団のクリス率いる実行部隊の手によって、フィリップは殺されてしまう。
かろうじて島から脱出したルパンは、アマゾンの河畔の村で少年セルジオに助けられ、別人として教団に従事していた不二子から、腕につけられたミサンガの遠隔操作によって洗脳されていたというカラクリを知る。フィリップが遺したメッセージによると、彼の形見である義眼こそが金庫室の認識キーを解錠するための、ダグラス親子3人だけが持つ固有網膜情報のコピーだったのだ。勝負はアースビルの最上階。
これまでも予言書のままに事件をでっちあげてきたノストラダムス教団は、アースビルの崩壊を予言し、ビル全体に時限爆弾をセットした。ジュリアの誘拐脅迫にもかかわらず大統領選への出馬を表明しようとするダグラスと、ダグラスの妻にしてジュリアの母親でもあるマリアの葛藤も他所に、クリスはライズリーを裏切り、「失われた予言書」を自らの手中に収めようとアースビルへ強行突入する。人間のありとあらゆる感覚器官を欺くバーチャル防衛システムの脅威に守られた金庫室へと潜入するルパン。
爆弾による連鎖爆発によってアースビル倒壊へのカウントダウンが進行する中、「失われた予言書」を巡って、ルパン、クリス、ライズリーによる三つ巴の争奪戦が展開する。

## 登場人物

### メインキャラクター
ルパン三世
声 -  栗田貫一
かの名高き怪盗アルセーヌ・ルパンの孫で、自らも世界的な大怪盗かつ変装の達人。
ノストラダムスの予言書を手に入れるべく、ノストラダムス教団相手に立ち回る。
次元大介
声 - 小林清志
コンバットマグナムを使う射撃の名手でルパンの相棒。
ルパンが死亡したと思われた際には、仇のクリスと交戦。崩壊するアースビルから脱出する際、ダグラス夫妻も連れて行った。
石川五ェ門
声 - 井上真樹夫
古の大泥棒・石川五ェ門の十三代目。最強の刀「斬鉄剣」を使う居合い抜きの達人。
予言書を求めて一人旅を続けていたが、アースビル付近でルパンと合流する。
峰不二子
声 - 増山江威子
ルパン一味の紅一点で、付かず離れずの存在。時にはルパン達を利用したり、裏切ったりすることも多い。
ノストラダムスの予言書を手に入れるべく、ジュリアの教育係として、ダグラス財団に近づく。ジュリアの在りかをクリスに聞き出そうとするも逆に捕らえられ、洗脳ミサンガで操られ、ノストラダムス教団員ターニャとされる。監獄島から脱獄しながらも身体が冷え切ったルパンを人肌による温めで介抱。その後、汚れたミサンガをジュリアがハサミで切ったことで正気に戻る。
銭形警部
声 - 納谷悟朗
ルパン一味を追うICPOの捜査官。ルパン専任捜査官であるため、ルパンに関係する事件なら世界中どこでも捜査権が認められている。
ルパンが死亡したと思われた際には意気消沈しながらもジュリア救出に全力を注ぎ、その最中にルパンの生存を知った際には涙する。

### ゲストキャラクター
ジュリア・ダグラス
声 - 安達祐実
本作のキーパーソンでゲストヒロイン。ダグラスとマリアの一人娘。
我儘で生意気な性格だが根は寂しがり屋。ルパンのことは当初「ロリコンおじさん」と呼んでいたが、ルパンに「本当はお姉ちゃん（大人の女性）が好きなんだ」と告げられて以降は「おじさん」と呼ぶようになる。
クリスに誘拐され、アマゾンのノストラダムス教団本部に監禁されるが、誘拐事件を経て成長していき、両親とも和解。
ダグラス
声 - 阪脩
マリアの夫でジュリアの父親。アトランタにある「アースビル」を所有する巨大財閥・ダグラス財団の総帥。
次期大統領選に出馬するが、愛娘であるジュリアをノストラダムス教団に誘拐され、大統領選への出馬を辞退するように脅迫される。誘拐犯の企みに感づき、ジュリア救出を警察に任せっきりにして大統領選への出馬を最優先にするが、ジュリア救出のため身代金を出そうとするなど決して家族愛がないわけではない。最後はルパンの呼び掛けにより改心し、ジュリアに謝罪し和解した。
マリア・ダグラス
声 - 檀ふみ
ダグラスの妻でジュリアの母親。誘拐された娘ジュリアを助けるため、夫ダグラスに大統領選への出馬を辞退するよう諫言するも、大統領選を優先する彼に失望し、ライズリーが誘拐犯であることを知らずに策略にはまり、ノストラダムス教団の信者となる。
ジュリアが何より大切な宝だと主張しており、その気持ちも本心だが、ジュリア本人は「ダディとマミーの頭は選挙とお金だけ」と語っているため、自身のことを棚に上げ、ジュリアを寂しくさせているのを一方的にダグラスのせいにしている面もある。最終的には家族全員が和解した。
ライズリー
声 - 小松方正
ノストラダムス教の教祖。自作自演で作った教典の内容を秘密裏にクリスに実行させることで信徒の信頼を集め、世界の富と権力を手に入れようとする。ダグラス夫妻を利用して、金庫室に向かうとジュリアを人質に取り、ルパンから予言書を奪うが、発狂中のクリスが爆弾を起動させたことでアースビルが崩壊。自身は巨大振り子と共に落下していった。
実は彼こそが、不二子が言っていた「予言書を5000万ドルで購入すると話した人物」であり、終盤ダグラスとマリアと共に金庫室へ向かう際に「5000万ドルとは縁がなかったようだな」と陰に隠れていた不二子に告げた。事件解決後に不二子は、自分がライズリーに騙されていたことに気付き、悔しさのあまり携帯電話を叩きつけた。
クリス
声 - 大塚明夫
元傭兵。ノストラダムス教団実行部隊隊長。拳法系の技も体得しており、白兵戦も得意。
ジュリアを誘拐し、ダグラスに大統領選立候補を辞退するように脅迫。最終的にはライズリーを出し抜き、予言書を自身のものにしようとするが、IDカードの存在を知らなかったため、無限落下のバーチャル・リアリティで錯乱状態に陥り、予定よりも早く爆弾を起動させてしまう。停電で正気に戻った後、ルパンとジュリアを窮地に追い込むが、金庫室の下敷きとなる。
フィリップ
声 - 八奈見乗児
老泥棒。次元が「俺たちよりも上」と評する程の腕前であり、唯一アースビルの金庫室に辿り着いているが、すぐに逮捕され処刑島に収監される。心臓病を患っている。処刑島を訪ねてきたルパンに鍵を教えようとするが、その前にクリスに捕らえられて記憶再生装置にかけられる。
その後ほどなくして心臓麻痺を起こし死亡。薬のカプセル内に生前遺していた手紙と左目の義眼はルパンの手に渡り、亡骸はルパンの手で海中深く沈む。ルパンが形見のつもりで貰った義眼は、ダグラス親子の網膜データをコピーした鍵であった。
セルジオ
声 - 日吉孝明
アマゾン川流域で漁師をしながら一人で生活している貧しい少年。ジュリアくらいの年齢の妹を含む家族や村人を殺したノストラダムス教団に恨みを抱いている。
漂流していたルパンを助け、ルパンと不二子とジュリアの脱出に協力するが、商売道具である船を失ってしまう。その後、ルパンとジュリアは、セルジオのために新しい船を贈ることにした。
マリオ
声 - 荒川太郎
処刑島の監獄に入れられた1人で、ニット帽の肌黒青年。ルパンと同じ牢屋だったことからルパンと共に抜け出し、別行動でボートを使って処刑島の脱出を謀るが死亡。
彼の乗っていたボートと彼の遺体は銭形とルパンに発見されるが、クリスの放ったロケットランチャーでボートごと爆破された。
ハイジャッカー
声 - 石黒久也、落合弘治
ノストラダムス教団に旅客機のハイジャックを依頼されたグループ。
行き先をアトランタからモロッコに変えさせ、逃走手段としてリムジン、身代金として現金100万ドルを要求し、空港で地元警察との交渉の間に不二子を含めた女性客、ジュリアを含めた子供、サッカーチームを解放するが、教団にはジュリア誘拐の為の捨て駒に利用されているだけに過ぎず、クリスに時限爆弾を起動されて混乱している隙に、ルパンと次元、男性客らに叩き伏せられる。その内のリーダーの男と2人の男はルパンと次元、男性客らに出入口まで追い詰められ、扉を開けて飛び降りたところを、屋上で構えていた狙撃班に射殺された。
ミス・ブラジル
声 - 角田久美子
遠征試合でアトランタに向かう予定のサッカーチームへの見送りの際に、洗脳ミサンガを選手全員に着けたノストラダムス教団の一員である女性。

## 作中用語
ノストラダムス教団
本作の敵となる、ライズリーを教祖とする新興宗教団体。表向きにはノストラダムスの予言に従うことを教義として掲げているが、その実態はクリスをリーダーとする実働部隊によって自作自演による事件や騒動を繰り返し、絶対的なカリスマ性と権力、莫大な富みを得ることを画策するまやかしの集団である。
ミサンガ
ノストラダムス教団が用いるミサンガ型の洗脳装置。一見ごく普通のミサンガだが、裏側には無線で針が出る仕掛けが施されており、この針に打たれた人間は神経が麻痺し、マインドコントロールで自我を奪われ教団の傀儡と化す。洗脳された者は、針を元に戻すかミサンガを切り離さない限り元に戻れない。
アースビル
ダグラス財団が運営する高さ1,000 mの超巨大高層ビル（ハイパービルディング）。ビルの中央部には巨大な振り子状の錘があり、その錘が地震による揺れを吸収する仕組みになっていることで、ここまでの高層化を可能にしている。70階までは商業施設などが入居し一小都市が丸々入っているほどの規模を誇る他、100階まではオリンピックが開催できるほどの各スポーツ施設、150階まではホテルがそれぞれ入居している。180階から上はダグラス財団の本部やダグラス家のプライベートルームであり、最上階である200階の金庫室には、ノストラダムスの失われた予言書が保管されている。
劇中終盤でノストラダムス教団に洗脳されたサッカーチームが練習に見せかけて、ボール型爆弾を各地に設置していく。ボール型爆弾の起爆装置はアースビルに乗り込んだクリスが持ち込んでいたが、金庫室で錯乱状態になったクリスが操作したことで起爆してしまい、各所で損傷や火災が発生した末に崩壊した。
金庫室
アースビルの最上階である200階にある金庫室。ノストラダムスの失われた予言書が保管されているが、内部に入るにはダグラス一家の網膜データが必要であり、それがなければ屋上に出てしまう。金庫室内では専用のゴーグルを着用するが、IDカードを通さないと無限に落下していくバーチャル・リアリティに見舞われる。また、銃火器の類はレーザー光線で瞬時に焼却されてしまう。
失われた予言書
本作のキーアイテム。ノストラダムスの予言書の残り58節が収録された書物。ノストラダムスの予言書はそれぞれ100節の詩が収められた全10章で構成されているが、第7章だけが42節までしかない。その失われた残り58節を収めた書物。
アースビルの金庫室に保管されており、ルパン一味とノストラダムス教団による争奪戦が繰り広げられた。最終的にはルパン一味の手に渡るものの、両親に構ってもらえないジュリアの手で落書きされていたために価値は失われており、ルパンが投げ捨てた後、五ェ門によって斬り捨てられた。
150万ドルのダイヤの人形
ルパンと次元がリオで盗み出したダイヤを隠した妖精型人形。飛行機内で居合わせたジュリアに奪われてしまう。エピローグで人形は不二子によって持ち去られるが、中のダイヤは事前にジュリアが抜き取っていた。ジュリアはダイヤと交換条件に、セルジオに新しい船を買ってあげるようにルパンに交渉し、彼も了承する。
ルパン探知機
銭形がルパン一味全員用の手錠と共に自作したブタ型の装置。「ブヒブヒ」と言いながら周囲の臭いを嗅ぐような挙動を見せる。ルパンに関するあらゆるデータを組み込んでおり、ルパンからは「暇だなぁ」と呆れられた。しかし外見とは裏腹に探知機能は本物で、ルパンが死亡したと思われた際には、ジュリアのデータを入れて彼女の捜索を行い、カバンに閉じ込められていた彼女を見つけ出した。
処刑島
フランス領ギニアにある孤島で監獄。ルパンはフィリップに会うために万引きで捕まり、この島に収監された。

## 声の出演
- ルパン三世 - 栗田貫一[注 5]
- 次元大介 - 小林清志
- 石川五ェ門 - 井上真樹夫
- 峰不二子 - 増山江威子
- 銭形警部 - 納谷悟朗
- ジュリア - 安達祐実
- ライズリー - 小松方正
- マリア - 檀ふみ
- ダグラス - 阪脩
- クリス - 大塚明夫
- フィリップ - 八奈見乗児
- マリオ - 荒川太郎
- セルジオ - 日吉孝明
- 老婆 - 定岡小百合
- バート - 立木文彦
- スティーブ - 平田康之
- スミス - 吉川虎範
- 店の主人 - 辻村真人
- エア・アテンダス - 野村陽子
- 機内アナウンス - 麻丘夏未
- 司令官 - 藤本譲
- ハイジャッカー - 石黒久也、落合弘治
- 教団兵士 - 入江崇史
- ミス・ブラジル - 角田久美子
- SP - 藤井恒久

## スタッフ
- 企画 - 武井英彦
- 製作総指揮 - 漆戸靖治
- 原作 - モンキー・パンチ（中央公論社刊）
- 総監督 - 伊藤俊也
- 脚本 - 柏原寛司、伊藤俊也
- 音楽 - 大野雄二
- 音楽監督 - 鈴木清司
- 録音監督 - 加藤敏
- 監督 - 白土武
- 絵コンテ - 白土武、友永和秀、富沢信雄
- 演出 - 富沢信雄
- 演出助手 - 古谷渓一郎
- イメージスケッチ - テレコム・アニメーションフィルム
  - 友永和秀
  - 富沢信雄
  - 八崎健二
- 作画監督 - 八崎健二
- 作画監督補佐 - 増田敏彦、田中敦子
- 美術監督 - 工藤ただし
- 撮影監督 - 長谷川肇
  - トムス・フォト
  - スタジオコスモス
  - 東現アニメルーム
  - スタジオトゥインクル
  - A・クリエイション
- 音楽プロデューサー - 嶋田義三
- 音楽ディレクター - 山田慎也、国分浩弥、末松孝
- 音響効果 - 糸川幸良
- 録音技師 - 安藤邦男
- 録音技師助手 - 坂上賢治
- 光学録音 - 利澤彰
- 音響制作担当 - 古川直正、寺澤和宏
- レコーディスト - 中野明
- 編集 - 瀬山武司
- 編集助手 - 足立浩、水田経子
- 担当プロデューサー - 竹内孝次
- 原画 - 道旗義宣、矢野雄一郎、青山浩行、野口寛明、滝口禎一、西見祥示郎、末永宏一、横堀久雄、川口隆、志村恵美子、中村祐治、蘇武裕子、赤城博昭、安留雅弥、山本佐和子、平井和子、高谷博子、大楽昌彦、馬場健、大木賢一、釘宮洋、石井智美、金井次郎、堀内博之、鈴木信一、河口俊夫、遠藤正明、松瀬勝
- 協力 - 大塚康生
  - スタジオジブリ
- 動画 - 高橋夏子、藤森まや、矢沢真由、菅谷直子、式部美代子、松崎正、板垣伸、濱田陽子、小高雅子、木村豪、鈴木貴大、丹治寛幸、富野昌江、酒井一実、清水由紀子、清水保之、斎藤百合子
- 動画チェック - 与沢桂子、後藤美幸
  - らあじかるばーてぃ
  - アニメ・トロトロ
  - アニメワールド大坂
  - スタジオブーメラン
  - 夢弦館
  - スタジオたくらんけ
  - 中村プロダクション
  - ドラゴンプロダクション
  - KOKO ENTERTAINMENT
- 色彩設計 - 酒井智子
- 色指定 - 石川恵理子
- 仕上 - 人位万里、西脇好美
  - 京都アニメーション
  - KOKO ENTERTAINMENT
- 特殊効果 - 林好美、前川孝
- 背景 - 白石誠、南雲久美、島津あゆみ、荒井賢、管原清二、木村真二、縫部文江、柴田千佳子、海老沢一男、福井のり子、籔山徹、龍池昇
  - 小林プロダクション
  - スタジオ風雅
- 録音スタジオ - アオイスタジオ
- 音響制作 - 東北新社
- タイトル - マキ・プロダクション
- 文芸 - 飯岡順一
- 制作担当 - 山路晴久
- 制作進行 - 平井拓郎、近藤光、安部仁
- 宣伝 - 立沿典子
- 制作デスク - 佐藤由紀
- DOLBY技術 - 森幹生、株式会社コンチネンタル・ファーイースト
- 現像 - 東京現像所
- プロデューサー - 伊藤和明・伊藤響・中谷敏夫（NTV）、松元理人（TMS）
- アニメーション制作 - 東京ムービー新社、 テレコム・アニメーションフィルム
- 製作 - ルパン三世製作委員会
- 配給 - 東宝株式会社

### ルパン三世製作委員会
委員長
漆戸靖治
代表委員
萩原敏雄・保坂武孝（NTV）、早川恒夫（VAP）、升森長（日本テレビ音楽）、柴田宏二（日本テレビビデオ）、池松敏雄（日本テレビサービス）、加藤俊三（TMS）
実行委員
- 日本テレビ放送網株式会社 - 高橋博、武井英彦、斎藤汎司、草野公、松村秦行、伊藤和明、伊藤響、中谷敏夫
- 株式会社バップ - 中島忠史、伊藤梅男、田村学
- 日本テレビ音楽株式会社 - 渡辺一彦、青井希宗子
- 株式会社日本テレビビデオ - 青木恵、島崎里美
- 株式会社日本テレビサービス - 田所俊文、大友哲也
- 株式会社東京ムービー新社 - 熊井良助、松元理人

## 主題歌
「愛のつづき」
作詞 - 荒川洋治 / 作曲 - 大野雄二 / 唄 - 坂上伊織
オリジナルサウンドトラック - 「ルパン三世 くたばれ!ノストラダムス」（バップレコード）

## 製作

### 企画
企画は、日本テレビ系で1989年に始まったTVスペシャルの高視聴率を受けて行われた。
監督は当初、東京ムービーの加藤俊三による「アニメ監督でなく実写映画の監督を立てたい」との意向から、文芸担当の飯岡順一による推挙のもと、村川透にオファーが行われた。村川と飯岡・東京ムービーの間で幾度かの打ち合わせの場が設けられ、脚本担当として丸山昇一を紹介するなど村川は乗り気だったが、最終的には、日本テレビ側のプロデューサーである伊藤響による人選で総監督に伊藤俊也、アニメ担当の監督に白土武が起用された。
飯岡は後年、伊藤俊也の起用が決定したのは伊藤響の実父だったためではないかと推測している。

### 製作
シナリオの構想が完成したのは、1993年であった。
サブタイトル「くたばれ!ノストラダムス」は伊藤の命名による。
キャラクターデザインは『ルパン三世 (TV第1シリーズ) 』に近いものになっているが、これは作画監督の八崎健二は自分とって『ルパン三世』とはTV第1シリーズであるため意図せずとも自然とこうなったと説明している。
キャスティングでは、ゲストヒロインのジュリア役に安達祐実を起用。安達のアニメ声優デビュー作となったほか、当時ドラマ『家なき子』で人気があった安達が、同作で演じた貧しく身寄りのない少女という役と正反対の富豪の娘を演じたことが話題となった。
アニメの実制作は、東京ムービー傘下のテレコム・アニメーションフィルムが行なった。そのため、演出の富沢信雄や絵コンテの友永和秀など直接の制作であるテレコムのスタッフに外部の白土と伊藤が付くというややこしい制作体制であったといい、伊藤とテレコム側に考え方のズレがあったため不和が生じる一幕もあった。
製作時の不和に関して、伊藤によると問題になったのは、ジュリアが演説中に夫ダグラスを非難する心理的な変貌を描こうとしたことだったという。アニメでこのような描写は不得手であることから猛反発を受けたものの、伊藤はあえて嫌味を交えながらスタッフを挑発したといい、「結果的に彼らは自分の注文に応えるべく工夫を凝らしてくれた」とスタッフを讃えている。一方、当時テレコムを率いていた大塚康生は「号令するだけで『あとは頼んだよ』という感じでした」「実写の大監督が乗り込んで来てシナリオをチェックしただけで、一切の変更を許さず、何もしないで去ってゆきました」と語るなど、伊藤の製作姿勢を疑問視している。
大塚によると、本作の制作期間は8カ月でスタッフは徹夜も辞さずに作業を行ったという。2003年のインタビューでは、テレコムが本作の製作によって大きなダメージを受けたことから、その後のテレコムはルパン作品（テレビスペシャル）への参加を一切拒否していると語っている。そのためか、本作以降は2007年放送の『ルパン三世 霧のエリューシヴ』まで約12年間、テレコムがルパン作品に携わる事はなかった。

## 山田康雄の死による影響
ルパン三世役に関して、本来はアニメ開始から演じていた山田康雄が出演する予定であり、ポスターにも山田の名前がクレジットされていた。そのため、予告編とTVスポット第1弾〜第3弾までのナレーションは山田が声を担当していたものの、前年から体調を崩していた山田は収録現場に車椅子に乗って現れたという。
アフレコ直前の1995年2月17日、山田が脳出血で倒れたため、ルパン役に急遽”代役”を立てる事態に直面する。録音監督の加藤敏によると、最初は山田のイメージから大きく変えるキャスティングも検討されたが、それにはショックも伴うことから最終的には山田のイメージを踏襲することになったといい、数人のオーディションを経た結果、ルパンのモノマネをしていたものまねタレントで山田との親交もあった栗田貫一が抜擢された。なお、パンフレットや複数のメディアにおいて、山田と栗田は“師弟関係”と報じられた。
収録は、他の共演者と共に3月9日から11日まで約3日間行われた。スタジオに呼ばれた栗田は、「山田が収録していない部分をやるだけ」と説明され何カ所かをモノマネでやればいいのかと気楽に考えていたが、全く白紙の状態と知って驚愕したという。そのため、一時は代役を固辞していたが、納谷悟朗の激励と山田が復帰すると信じ収録を乗りきったと当時を回想している。
上述の通り、ルパン役には山田とは全くイメージの異なる役者を起用する案があり、それと同時に本作を持って「ルパン三世」シリーズ自体を終了させるというプランもあったと栗田は証言している。栗田によれば、候補には明石家さんまやビートたけしが上がっていたという。
収録時点での栗田はあくまで本作限りの代役予定で、スタッフ・共演陣共に山田の早期復帰を期待していたが、山田は結局意識が戻らぬまま3月19日に死去。これを受けて、スタッフロールが流れ終わった後に「永遠のルパン三世 山田康雄さん ありがとう」という追悼テロップが添えられた。その後、同年8月に放送されたテレビスペシャル第7作『ルパン三世 ハリマオの財宝を追え!!』から、正式に栗田がルパン三世役を継承することとなった。

### 予告編に関して
予告編第2弾と第3弾は山田が倒れた後、山田が吹き替えた部分を栗田が再度吹き替えて上映した。なお、山田がルパンを演じた予告編第1弾はDVDに収録されているが、TVスポット第1弾〜第3弾はDVDに収録されておらず幻と化している。TVスポット第2弾の映像は、1985年公開の劇場映画第3作『ルパン三世 バビロンの黄金伝説』のシーンを一部使用しており、ナレーションは山田バージョンと英語バージョンがある。TVスポット第三弾は本作のシーンを一部使用している。なお、TVスポット第1弾〜第3弾は公開と同時に発売された「ルパン三世 予告編コレクション（VHS、LD）」には収録されているが、現在は絶版となっている。

## 評価
リアルサウンドのライターであるのざわよしのりは、「テレビ放送の少なさや山田康雄が出演しないことから過小評価されている」としており、「アニメーションの魅力に溢れた動きで本当に見事な作品。『カリオストロ』以降のテレコム製ルパンの中では一番好きです」と評している。また、作画協力としてスタジオジブリが参加していることにも触れ「ジブリ信奉者は必見」としている。

## 地上波テレビ放送履歴
1996年4月19日、翌4月20日公開の劇場映画第6作『ルパン三世 DEAD OR ALIVE』の前夜祭として、総監督の伊藤俊也が再編集したバージョンが『金曜ロードショー』にて放送された（ワイドクリアビジョン放送）。
以降は、2012年1月2日にサンテレビで放送するなど、複数のローカル局で再放送されている。